# Соседка и жена
«Соседка и жена» (иногда встречается вариант перевода — «Жёны соседская и моя»; яп. マダムと女房, мадаму то нёбу; англ. The Neighbor's Wife and Mine) — первый звуковой японский художественный фильм, лирическая комедия режиссёра Хэйноскэ Госё, вышедшая на экраны Японии 1 августа 1931 года. Фильм удостоен премии журнала Kinema Junpo в 1932 году (за лучший фильм 1931 года).

## Сюжет
В этой лирической кинокомедии рассказывается о драматурге Сэнсаку Сибано, который пытается написать пьесу строго в назначенный ему срок, но ему постоянно кто-то мешает…
Фильм начинается с потасовки между Сэнсаку и сельским художником, изобразившем на своём полотне сдаваемый в аренду особняк, который Сэнсаку и снимет для себя.
Вскоре Сэнсаку и его семья въехали в этот особняк. Здесь, в глухой сельской местности, Сэнсаку надеялся, что никто не сможет ему помешать в написании пьесы, ведь его семье так нужны деньги, а за пьесу ему обещан гонорар в 500 иен. Однако его первые попытки написать хоть строчку не увенчаются успехом. Ему всё время кто-нибудь мешает: то жена, то дети, а то и… кот. Отвлекают также и соседи, у которых состоялась репетиция джаз-оркестра. Когда Сэнсаку, доведённый ими до бешенства, бежит сказать соседям, чтоб они замолкли, его приглашает зайти в дом гостеприимная хозяйка дома и предлагает посмотреть и послушать их репетицию. Песня в исполнении репетирующих музыкантов наконец-таки вдохновляет Сэнсаку на написание пьесы и он бежит домой писать, писать, писать… Однако, дома его ждёт сцена ревнивой жены.
С этого вечера Сэнсаку работал не покладая рук и днём, и ночью и пьеса наконец-то была написана.

## В ролях
- Ацуси Ватанабэ — Сэнсаку Сибано, драматург
- Кинуё Танака — его жена
- Мицуко Итимура — их дочка
- Сатоко Датэ — соседка
- Синъити Химори
- Юкико Иноуэ
- Токудзи Кобаяси
- Такэси Сакамото

## Интересные факты
- Звук пришёл в японское кино позже чем в других странах в основном из-за непреходящей популярности бэнси (benshi, 弁士) — кинолекторов, которые вживую сопровождали каждый киносеанс, рассказывая не только о происходящем на экране, но и комментируя действие.

- В фильме звучат композиции первых японских джазовых коллективов: «Тейкоку-кан джаз-банд» и «Мията Гармоника банд».

- Песни «Speed jidai» (слова Хасиро Сато, музыка Тэцуо Такасина) и «Speed Hoi» (слова Хасиро Сато, музыка Харутака Симада) стали хитами.